# Godinești (gmina w okręgu Gorj)
Godinești – gmina w Rumunii, w okręgu Gorj. Obejmuje miejscowości Arjoci, Câlcești, Chiliu, Godinești, Pârâu de Pripor, Pârâu de Vale i Rătez. W 2011 roku liczyła 2061 mieszkańców.